# Mira Dobravec
Mira Dobravec [míra dobrávec], slovenska pisateljica, novinarka in urednica, * 16. oktober 1949, Ljubljana, Slovenija.

## Življenje
Mira Dobravec (rojena Krivec) je študirala slavistiko in etnologijo. Delala je kot korektorica, kot urednica internih glasil, kot kulturna animatorka v tovarnah in kot urednica rubrik v dnevnem tisku. Urejala je Zvezdice, otroško stran v mesečni prilogi Družine. Leta 1996 je postala urednica otroške revije Mavrica in do četa 2006 uredila 100 številk.  Ustanovila je Društvo prijateljev otrok Mavrica.

## Delo
Prva objava - anonimna - je reportaža študentov iz leta 1966 v tedniku Družina. Redno je začela objavljati v mesečni prilogi Družine - Naša družina - okoli leta 1985. Pisala je otroške zgodbe za Pisani cekar (nekdanjo prilogo Družine), etnološki pregled praznikov, opise svetnikov in članke za revijo Mavrica. V Novi slovenski zavezi je napisala prispevek Jaz, partizani in drugi.
Prispevki so bili podpisani z md ali M.D., s psevdonimom Irena Sever ali pa niso bili.
Na Radiu Slovenija 1 je objavila zgodbe v Literarnem nokturnu in Lahko noč, otroci. Pisala je tudi nadaljevanja o Frideriku Baragi za Radio Trst. V Božjih stezicah (časopis za otroke v Argentini) objavljajo njene zgodbe in igre.
Objavlja pri edicijah založb Družina in Mohorjeva družba Celje.

## Knjige
- Božič prihaja – adventni koledar (1993) (za družine) - z Nado Jeromen in s. Alešo Stritar
- »Marija je tako bleda…« (1994) (za otroke) (COBISS)
- Adventni venci (1994) (za družine) (COBISS) - skupaj z Berto Golob
- Zelenje cvetne nedelje (1996) (za družine) (COBISS) - skupaj z Berto Golob
- Krplje ljubezni - šmarnice o življenju in delu Friderika Baraga (1998) (COBISS)
- Pismo Miklavžu - pobarvanka (1998) (za otroke) (COBISS)
- Križev pot (1999) (za odrasle) (COBISS) - umetnik: Stane Kregar
- Krotimo televizijo - vzgojni priročnik (1999) (za starše) (COBISS) - in drugi avtorji
- Najlepši božič - pobarvanka (1999) (za otroke) (COBISS)
- Otroška zadrega. Mamina dobrota - ljudska in nabožna igra (1999) (COBISS) - skupaj z Ljudmilo Novak
- Vesela velika noč - pobarvanka (1999) (za otroke) (COBISS)
- Pod Marijinim plaščem: stoletja slovenske vernosti' - šmarnice (2000) (COBISS)
- Najlepše darilo - pobarvanka (2001 in 2003) (za otroke) (COBISS)
- Rep mavrice - roman (2002) (za odrasle) (COBISS)
- Tudi jaz znam - ročne spretnosti (2003) (za otroke) (COBISS)
- Teta Puber na obisku (2004) (za mladostnike in starše) (COBISS)
- Skriti zakladi Svetega pisma - šmarnice (2007) (za otroke) (COBISS)
- V Klari je nekaj več (tudi en majhen kromosom) - (2017) (za otroke in odrasle)

## Nagrade
Na Radiu Slovenija 1 je dobila prvo nagrado za zgodbo Starinarnica v Literarnem nokturnu, ki je izšla v zborniku: Tiskarjeva napaka in druge nagrajene zgodbe: natečaj za kratko zgodbo Radia Slovenija 1991-2001.